# Obock (stad)
Obock is een havenstad gelegen aan de Golf van Tadjoura in de regio Obock, Djibouti en telt ongeveer 8300 inwoners.
Ali Sabieh · Arta · Dikhil · Djibouti · Holhol · Obock · Tadjourah